# Onychostoma
Onychostoma is een geslacht van straalvinnige vissen uit de familie van karpers (Cyprinidae).

## Soorten
- Onychostoma angustistomata (Fang, 1940)
- Onychostoma alticorpus (Oshima, 1920)
- Onychostoma barbatulum (Pellegrin, 1908)
- Onychostoma barbatum (Lin, 1931)
- Onychostoma breve (Wu & Chen, 1977)
- Onychostoma daduense Ding, 1994
- Onychostoma elongatum (Pellegrin & Chevey, 1934)
- Onychostoma fangi Kottelat, 2000
- Onychostoma fusiforme Kottelat, 1998
- Onychostoma gerlachi (Peters, 1881)
- Onychostoma lepturum (Boulenger, 1900)
- Onychostoma laticeps Günther, 1896
- Onychostoma lini (Wu, 1939)
- Onychostoma macrolepis (Bleeker, 1871)
- Onychostoma meridionale Kottelat, 1998
- Onychostoma ovale Pellegrin & Chevey, 1936
- Onychostoma rarum (Lin, 1933)
- Onychostoma simum (Sauvage & Dabry de Thiersant, 1874)
- Onychostoma uniforme (Mai, 1978)
- Onychostoma virgulatum Xin, Zhang & Cao, 2009